# Hanna City, Illinois
Hanna City là một làng thuộc quận Peoria, tiểu bang Illinois, Hoa Kỳ. Năm 2010, dân số của làng này là 1225 người.

## Dân số
Dân số qua các năm:
- Năm 2000: 1013 người.
- Năm 2010: 1225 người.